# Blanca Narro Panameño
Blanca Araceli Narro Panameño (Tampico, Tamaulipas, 16 de octubre de 1965) es una política y sindicalista mexicana, miembro del partido Movimiento Regeneración Nacional (Morena). Fue diputada federal para el periodo de 2021 a 2024.

## Biografía
Es licenciada en Turismo egresada de la Universidad Valle del Bravo y maestra en Docencia en Educación Superior por la Universidad Autónoma de Tamaulipas (UAT). Ha ejercido como docente de educación secundaria y de la Facultad de Derecho y Ciencias Sociales de la Universidad Autónoma de Tamaulipas.
Como integrante del Sindicato Nacional de Trabajadores de la Educación (SNTE) ha ocupado los siguientes cargos en el liderazgo sindical: secretaria de Organización del Comité Ejecutivo Delegacional D-II-169 en Altamira y en la IX Región Altamira del Comité Ejecutivo de la Sección 30; así como secretaria general de Comité Ejecutivo Delegacional D-II-169 durante tres periodos.
En 2021, fue elegida diputada federal por la vía de la representación proporcional a la LXV Legislatura de dicho año al de 2024. En ella fue secretaria de la comisión de Educación; e integrante de las comisiones de Seguridad Social; de Trabajo y Previsión Social; y, de Vigilancia de la Auditoría Superior de la Federación. Se separó del cargo mediante licencias entre el 9 y el 15 abril, y del 23 al 24 de abril de 2024.
En las elecciones federales de 2024 fue postulada a la reelección en el cargo, pero esta vez por el Distrito 6 de Tamaulipas por la coalición Sigamos Haciendo Historia. Logró la victoria al recibir el 62.11% de los votos, frente al 29.28% de su más cercana competidora, Marcelina Orta Coronado, de la coalición Fuerza y Corazón por México.